# Colibri sapho
Sappho sparganurus
Genre
Espèce
Synonymes
- Sappho sparganura (protonyme)

Répartition géographique
Statut de conservation UICN

 LC  : Préoccupation mineure
Statut CITES
Le Colibri sapho (Sappho sparganurus) est une espèce d'oiseaux de la famille des Trochilidae.

## Répartition et sous-espèces
Cet oiseau peuple les zones broussailleuses du versant oriental de la cordillère des Andes.
Selon la classification de référence du Congrès ornithologique international (14.2, 2024) il se répartit en deux sous-espèces :
- Sappho sparganurus sparganurus (Shaw, 1812) — Bolivie
- Sappho sparganurus sapho (Lesson, 1828) — sud de la Bolivie et centre/nord de l'Argentine